# قادر اینانیر
قادر اینانیر (ترکی استانبولی: Kadir İnanır؛ زادهٔ ۱۵ آوریل ۱۹۴۸) هنرپیشه و کارگردان پرطرفدار اهل کشور ترکیه است. وی از سال ۱۹۶۷ تاکنون در ۴۳ فیلم سینمایی بازی کرده است.

## قسمتی از فیلمشناسی
- دختری با روسری قرمز -۱۹۷۸
- توفان -۱۹۷۷
- توبه‌کار (فیلم ۱۳۵۶) - ۱۹۷۷ (۱۳۵۶)
- همرزمان -۱۹۷۷
- دو مرد خشن - ۱۹۷۶ (۱۳۵۷)
- دختر جسور و مرد انتقامجو - ۱۹۷۶ (۱۳۵۵)